# Brothers in Arms: Art of War
Brothers in Arms: Art of War est un jeu développé et publié par Gameloft pour les téléphones mobiles, basé sur la série Brothers in Arms de Gearbox.

## Gameplay
Art of War est principalement un jeu de tir de haut en bas, comprenant 13 missions dans 3 campagnes, dont l'opération Market Garden. Le jeu comprend également des missions de parachutisme, des missions d'avions, de chars et de bateaux sur rails, ainsi qu'un environnement destructible.

## Réception
Art of War a reçu une note de 4 sur 5 de Pocket Gamer. 